# Liste der Naturdenkmale in Buhlenberg
Die Liste der Naturdenkmale in Buhlenberg nennt die im Gemeindegebiet von Buhlenberg ausgewiesenen Naturdenkmale (Stand 15. Juli 2013).

## Naturdenkmale
| Nr.         | Bezeichnung     | Lage                                 | Beschreibung                            | Bild                                    |
| ----------- | --------------- | ------------------------------------ | --------------------------------------- | --------------------------------------- |
| ND-7134-400 | Fünf Weißtannen | nördlich des Ortes am Saustäbel Lage | Abies alba, fünf von ehemals elf Bäumen | Direkt Bild zu diesem Denkmal hochladen |